# 肝付兼興
肝付 兼興（きもつき かねおき）は、戦国時代の武将。肝付氏15代当主。大隅国高山城主。

## 略歴
明応元年（1492年）、14代当主・肝付兼久の子として生まれる。大永3年（1523年）、父の死去により家督を継ぐ。
薩摩国の島津氏とは縁戚関係を結んでいたが、大永4年（1524年）、島津氏の分家である「豊州家」の岳父・島津忠朝から同族北原氏の居城であった大隅の串良城を奪還した。その後、居城を高山城に移し、島津氏と幾度も抗争して勢力拡大に努めたが、天文2年（1533年）に死去。享年42。
死後、子・兼続と兼興の弟・兼親（兼執）の間で家督争いが起こり、兼続が勝利して相続することとなる。